# Kanton Péronne
Kanton Péronne (fr. Canton de Péronne) je francouzský kanton v departementu Somme v regionu Hauts-de-France. Skládá se ze 60 obcí. Před reformou kantonů 2014 ho tvořilo 21 obcí.

## Obce kantonu
od roku 2015:
| - Aizecourt-le-Bas - Aizecourt-le-Haut - Allaines - Barleux - Bernes - Biaches - Bouchavesnes-Bergen - Bouvincourt-en-Vermandois - Brie - Buire-Courcelles - Bussu - Cartigny - Cléry-sur-Somme - Combles - Devise - Doingt - Driencourt - Épehy - Équancourt - Estrées-Mons | - Éterpigny - Étricourt-Manancourt - Feuillères - Fins - Flaucourt - Flers - Ginchy - Gueudecourt - Guillemont - Guyencourt-Saulcourt - Hancourt - Hardecourt-aux-Bois - Hem-Monacu - Hervilly - Herbécourt - Hesbécourt - Heudicourt - Lesbœufs - Liéramont - Longavesnes | - Longueval - Marquaix - Maurepas - Mesnil-Bruntel - Mesnil-en-Arrouaise - Moislains - Nurlu - Péronne - Pœuilly - Rancourt - Roisel - Ronssoy - Sailly-Saillisel - Sorel - Templeux-la-Fosse - Templeux-le-Guérard - Tincourt-Boucly - Villers-Carbonnel - Villers-Faucon - Vraignes-en-Vermandois |

před rokem 2015:
- Aizecourt-le-Haut
- Allaines
- Barleux
- Biaches
- Bouchavesnes-Bergen
- Bouvincourt-en-Vermandois
- Brie
- Buire-Courcelles
- Bussu
- Cartigny
- Cléry-sur-Somme
- Doingt
- Éterpigny
- Feuillères
- Flaucourt
- Mesnil-Bruntel
- Moislains
- Estrées-Mons
- Nurlu
- Péronne
- Villers-Carbonnel